# Wilton Graff
Wilton Graff est un acteur américain né Wilton Calvert Ratcliffe le 13 août 1903 à Saint-Louis, dans l'État du Missouri, et mort le 13 janvier 1969 à Pacific Palisades, en Californie.

## Filmographie partielle
- 1945 : Earl Carroll Vanities de Joseph Santley : Mr Thayer
- 1947 : Le Traquenard (The Web), de Michael Gordon : Le Procureur
- 1948 : La Fin d'un tueur (The Dark Past) de Rudolph Maté
- 1949 : Le Livre noir (Reign of Terror), d'Anthony Mann : La Fayette
- 1949 : Chasse aux maris (Once More, My Darling) de Robert Montgomery : M. Frobisher
- 1950 : Les Nouvelles Aventures du Capitaine Blood (Fortunes of Captain Blood), de Gordon Douglas : Capitaine Alvarado
- 1950 : Les Cadets de West Point (The West Point Story), de Roy Del Ruth : Lieutenant Colonel Martin
- 1952 : La Mission du commandant Lex (Springfield Rifle), d'André De Toth : Colonel Sharpe
- 1952 : L'Intrépide (Fearless Fagan), de Stanley Donen : Colonel Horne
- 1952 : Something for the Birds, de Robert Wise : Taylor
- 1952 : La Première Sirène (Million Dollar Mermaid), de Mervyn LeRoy : Garvey, le producteur
- 1953 : La Belle du Pacifique (Miss Sadie Thompson), de Curtis Bernhardt : Le gouverneur
- 1953 : Lili, de Charles Walters : Monsieur Tonit
- 1953 : Vicky (Scandal at Scourie), de Jean Negulesco : Leffington
- 1953 : La Folle Aventure (The I Don't Care Girl) de Lloyd Bacon : Florenz 'Flo' Ziegfeld (non crédité)
- 1954 : Une étoile est née (A Star is born) de George Cukor : Le maître de Cérémonie [1]
- 1954 : Richard Cœur de Lion (King Richard and the Crusaders), de David Butler : Léopold V d'Autriche
- 1955 : Le Renard des océans (The Sea Chase), de John Farrow : Conseiller Général Hepke
- 1956 : Benny Goodman, de Valentine Davies : John Hammond Sr.
- 1957 : Contrebande au Caire (Tip on a Dead Jockey), de Richard Thorpe : John Rusk, le père de Phyllis
- 1959 : Le Génie du mal (Compulsion), de Richard Fleischer : Mr. Steiner
- 1961 : Les lauriers sont coupés (Return to Peyton Place), de José Ferrer : Dr. Fowlkes